# Fucking Hell
Fucking Hell is een Duits biermerk. Het is genoemd naar het Oostenrijkse plaatsje Fucking, thans Fugging, in het district Braunau am Inn in combinatie met Helles (kortweg Hell), ofwel de biersoort waarin het is gebrouwen.
Het biermerk werd in 2010 toegelaten als merk door het Europese Harmonisatiebureau voor de interne markt. Aanvankelijk was de aanvraag afgekeurd omdat het een Engels vloekwoord zou bevatten, waardoor het zou indruisen tegen de goede zeden. Na een beroepszaak werd het alsnog toegekend vanwege de eigen Duitstalige betekenis.
De aanvragers zijn Stefan Fellenberg en Florian Krause, beiden werkzaam als marketingdirecteuren bij Privatbrauerei Waldhaus in Berlijn. Het bier werd uiteindelijk gelanceerd in januari 2011. Het doel van het merk is het sortiment uit te breiden naar meer producten dan bier alleen, waaronder een kledinglijn.
Het bier werd vanaf 2011 bij Privatbrauerei Waldhaus in Berlijn gebrouwen en sinds 2013 in het Saksische Brauhaus Hartmannsdorf. Hier bier wordt internationaal vermarkt.